# Triângulo Jota
Triângulo Jota é uma série de televisão portuguesa exibida em 2006 pela RTP1 e produzida pela HOP!.
Esta série é baseada nos livros da coleção Triângulo Jota de Álvaro Magalhães.

## Sinopse
A série gira em torno de Jorge, Joana e Joel, jovens portuenses que se metem em qualquer tipo de aventura e mistério, quer sejam eles raptos, perseguições ou roubos.

## Elenco
| Ator/Atriz          | Personagem          |
| ------------------- | ------------------- |
| Rita Castelo Branco | Joana               |
| Pedro Roquette      | Joel                |
| Pedro Frey Ramos    | Jorge               |
| José Pedro Ferraz   | Inspetor Cavadinhas |
| Rui Spranger        | Agente Meireles     |

### Elenco adicional
- Romi Soares - Aunt Edite
- Paulo Pires - Eduardo Calafate
- Ângela Marques - Amélia Martins
- Barbara de Oliveira Pinto - Jornalista
- Nicolau Breyner (†) - School Principal
- António Cordeiro - Detective Anacleto
- Marcantonio Del Carlo - Russian Father
- Alexandre Falcão - Vampire
- Lia - Nikky
- José Moreira - Dr. Vasconcelos
- Sérgio Praia - João Castil
- Carlos Sampaio - Karl
- Adelaide Teixeira - Maria do Ó
- Ana Cláudia Vaz - Iolanda
- Rosa Bella - Silvia
- Adelaide de Sousa - Russian Mother
- Cândido Ferreira - Samuel Lobo
- Aurora Gaia - Eugénia
- José Mata - Gil
- Viriato Morais - Rafael Montenegro
- Anabela Moreira - Silvana
- Fernando Moreira - Xavier Vilela
- Ana Paula Mota - Iris
- Luciano Nogueira - Mr. Martins
- Rui Sérgio - Dr. Trancoso
- Mariana Assunção - Ângela Montenegro
- Sónia Balacó - Natacha - Age 20
- José Medeiros - Santiago Lobo
- Mário Moutinho - Silvino Coutinho
- Miguel Peixoto - Professor Figueira
- Jorge Pinto - Nuno's Father
- Fernando Soares - Edmundo Menezes
- Susana Sá - Vivianne Galeano
- Rui Unas - Diego
- Afonso Vilela - Ricardo
- Sónia Araújo - Filipa Costa e Silva
- Goreti Braga - Margareth
- Maria Emília Correia - Natacha - 60 Years
- Olga Dias - Nurse
- Igor Gandra - Krakov
- Filomena Gigante - Ludovina
- Raquel Loureiro - Yasmin
- Jorge Paupério - Dr. Pintado
- Emília Silvestre - Nuno's Mother
- Micaela Cardoso - Ana
- Álvaro Faria - Santos Silva
- Patrícia Franco - Irina
- Pedro Rocha - Joaquim Salgado
- Valdemar Santos - Pintas
- Patrícia Zhu - Li Pin
- Alexandre da Silva - Tchang
- João Fino - Bernardo
- Jorge Osório - António Costa e Silva
- José Topa - Major
- David Almeida - Ulisses
- Clara Nogueira - Dra. Maria do Carmo
- Lúcia Moniz - Teacher
- Inês Aires Pereira - Carol
- Pedro Leite - Luís
- Daniel Rodrigues - Russian Kid
- Pedro Adamastor - Celestino Verdadeiro
- Ivo Alexandre - Celestino
- Teresa Basto - Rapariga
- Claudio Figueiredo - Kong
- Rodrigo Freitas
- João Nunes Monteiro
- António Pedro
- Francisco Silva - Rapaz

## Episódios
| #  | Título                        | Estreia                 |
| -- | ----------------------------- | ----------------------- |
| 1  | "O Olhar do Dragão"           | 29 de janeiro de 2006   |
| 2  | "O Vampiro Dente de Ouro"     | 4 de fevereiro de 2006  |
| 3  | "Pelos Teus Lindos Olhos"     | 11 de fevereiro de 2006 |
| 4  | "O Beijo da Serpente"         | 18 de fevereiro de 2006 |
| 5  | "História de uma alma"        | 25 de fevereiro de 2006 |
| 6  | "A Bela e Horrível"           | 4 de março de 2006      |
| 7  | "Corre, Nikky, Corre!"        | 11 de março de 2006     |
| 8  | "O Assassino Leitor"          | 25 de março de 2006     |
| 9  | "A Rosa do Egipto"            | 8 de abril de 2006      |
| 10 | "A Rapariga dos Anúncios"     | 30 de dezembro de 2006  |
| 11 | "Sete Dias e Sete Noites"     | 30 de dezembro de 2006  |
| 12 | "Ao Serviço de Sua Majestade" | 31 de dezembro de 2006  |
| 13 | "Guardado no Coração"         | 31 de dezembro de 2006  |